# 波部塔形核螺
波部塔形核螺（学名：Fusiaphera azumai），是新腹足目核螺科Fusiaphera的一种。主要分布于台湾，常栖息在浅海沙质海底。